# Tímar
Tímar (antiguamente Timen) es una localidad y pedanía española perteneciente al municipio de Lobras, en la provincia de Granada. Está situada en la parte centro-sur de la comarca de la Alpujarra Granadina. Cuenca con elementos de interés, como los tinaos.
Enclavado en la antigua taha de Juviles, sus orígenes se remontan a época romana tardía, tal como demuestran algunos restos encontrados en el yacimiento del Peñón Hundido. Su nombre podría proceder del latín "Timens - Timeo" (temer, temiendo, lleno de miedo): ‘El Temido’, en alusión al temor que probablemente inspiraría, a los pobladores de todos los alrededores, el castillo de grandes proporciones, llamado Hisn Xubalejo, que coronaba el pueblo, en lo que hoy se denomina El Fuerte de Juviles, antes de que fuera sometido por Abderramán III en el año 913 (siglo X).
Antaño fue famoso por sus telares, fábricas y minas de mercurio, y por su seda.
Está declarado BIC, dentro del Sitio Histórico de la Alpujarra, junto con las zonas de cultivos aterrazados inmediatas. Junto a su cementerio, pasa la Ruta Medieval y podemos encontrar una alberca y una era medievales.